# Anjou Katalin świdnicai hercegné
Anjou Katalin vagy Magyarországi Katalin (? – 1355), az Anjou-ház magyarországi ágából származó magyar királyi hercegnő.

## Élete
II. Henrikkel 1338-ban kötött házassága révén Świdnica hercegnéje. Apja I. Károly Róbert magyar király, anyja ismeretlen, egyesek Beuteni Máriát, mások Łokietek Erzsébetet feltételezik anyjának. Katalin Henriktől született gyermeke a későbbi német-római császárné és cseh királyné, Anna hercegnő.

## Titulusai

### Címei
Születése jogán:
- magyar királyi hercegnő

Świdnica hercegnéje mint Magyarországi Katalin: 1338 – 1343/45

## Fordítás
Ez a szócikk részben vagy egészben  a   Catherine of Hungary, Duchess of Świdnica című angol Wikipédia-szócikk fordításán alapul.  Az eredeti cikk szerkesztőit annak laptörténete sorolja fel. Ez a jelzés csupán a megfogalmazás eredetét és a szerzői jogokat jelzi, nem szolgál a cikkben szereplő információk forrásmegjelöléseként.